# Anthony Lozano
Anthony Rubén Lozano Colón (Yoro, Honduras; 4 de febrero de 1993), conocido deportivamente como El Choco, es un futbolista hondureño que se desempeña de delantero y su equipo actual es el Club Santos Laguna, de la Primera División de México. 

## Trayectoria

### Olimpia
Comenzó su carrera deportiva con las reservas de Marathón antes de pasar a Platense Junior, donde llegó con 13 años de edad. Poco tiempo después, con una buena carta de presentación, lo fichó el Olimpia de Tegucigalpa. 
Debutó profesionalmente el 11 de enero de 2009, durante la derrota de 1 a 0 contra el Vida en el Estadio Ceibeño, bajo la dirección técnica de Juan Carlos Espinoza. Para entonces tenía 15 años de edad, lo cual convirtió a Lozano en el jugador más joven en debutar en la Liga Nacional de Honduras. 
El 21 de febrero de 2010, en un juego correspondiente a la sexta jornada del Apertura 2010, marcó el primer hat-trick de su carrera. Aquel juego, disputado en el Estadio Nacional, finalizó con goleada de 6 a 0 en favor de Olimpia. 
Su debut en Liga de Campeones de la Concacaf se produjo el 30 de septiembre de 2010, en la visita a FAS que culminó con goleada de 4 a 1 favorable a los albos. Lozano marcó, además, el cuarto gol de aquel juego.

### Valencia
A mediados de 2011, el Valencia anunció su fichaje por dos temporadas, en una transacción de 250 000 euros.

### Alcoyano
El 11 de agosto de 2011, Valencia lo cedió por un año al Alcoyano de la Segunda División de España. Debutó el 3 de septiembre, en la derrota de 1 a 0 contra Las Palmas en el Estadio de Gran Canaria. Su primer gol lo anotó el 1 de octubre contra Cartagena, en la victoria alcoyana de 2 a 1.

### Valencia Mestalla
En agosto de 2012, pasa al Valencia Mestalla de la Segunda División B de España. En marzo de 2013, el técnico español Ernesto Valverde lo convocó a una serie de entrenamientos del equipo principal para observarlo y buscar considerarlo en la Primera División de España.

### Tenerife

#### Temporada 2015-16
Después de finalizar campeón de goleo en el Torneo Clausura 2015 de la Liga Nacional de Honduras, Lozano comenzó a llamar la atención de distintos clubes internacionales. Entre ellos estaban los italianos Chievo Verona, Frosinone, Palermo, el mexicano Cruz Azul y el español Tenerife. 
Finalmente, el 4 de agosto de 2015 se confirmó su préstamo por un año al C. D. Tenerife de la Segunda División de España. El contrato también incluía una cláusula de compra de € 1,5 millones, que se efectuaría una vez finalizada la temporada.
Debutó con el club tinerfeño el 23 de agosto de 2015, visitando a Numancia en el Nuevo Estadio Los Pajaritos de Soria. El partido, correspondiente a la primera jornada de la Segunda División de España, culminó con una victoria de 6 a 3 para los locales. Lozano, que ingresó sustituyendo a Cristo González en el minuto 61, recibió una tarjeta amarilla en el 90+3.
Convirtió su primer gol oficial el 30 de agosto de 2015, en la derrota como local de 1 a 2 contra Gimnàstic de Tarragona.
El 27 de septiembre de 2015, en la jornada 15 de la Segunda División de España, Tenerife goleó con un 3 a 0 a Mirandés. En ese juego, Lozano anotó su primer doblete de la temporada.

#### Temporada 2016-17
Para la temporada 2016-17, Tenerife renovó su préstamo por un año más. 
Lozano debutó el 16 de agosto de 2016, en el empate de 1 a 1 contra Sevilla Atlético en el Estadio Heliodoro Rodríguez López de Santa Cruz de Tenerife. El gol de los tinerfeños fue obra de Lozano al minuto 68. 
El 13 de mayo de 2017 marcó, contra Huesca, el primer doblete de la temporada. El juego finalizó empatado 2 a 2. 
En el juego de vuelta de la final los playoff de ascenso, Lozano marcó el único gol de la derrota de 3 a 1 contra Getafe.

### Barcelona B
El 5 de julio de 2017 se anunció su traspaso al F. C. Barcelona "B", a cambio de 1,3 millones de euros.

### Girona
El 30 de enero de 2018 se anunció su traspaso al Girona F. C. de la Primera División de España, a cambio de 1,9 millones de euros. 
Debutó el 11 de febrero en la derrota 0-1 contra el Sevilla en el Estadio Ramón Sánchez Pizjuán, sustituyendo a Michael Olunga en el minuto 70.
El 24 de febrero de 2018, visitando al Barcelona, asistió a Portu en el primer gol de su equipo. En la siguiente jornada, en la visita al Villarreal, convirtió su primer gol en la victoria (2-0) de su equipo.
El 24 de enero de 2019, se convirtió en el segundo hondureño que le anotó al Real Madrid en el Estadio Santiago Bernabéu, en la derrota de su equipo 4-2.

### Cádiz
El 22 de julio de 2020, el Cádiz C. F. confirmó su traspaso por una suma de 2,7 millones de euros, con un contrato hasta 2023.

### Getafe
El 1 de julio de 2023, firmó contrato con el Getafe C. F., hasta 2026.

### Santos Laguna
Tras su cesión de seis meses a la Almería, el 12 de julio de 2024 fue traspasado al Santos Laguna de la Primera División de México, a un costo de 2,2 millones de dólares.

## Selección nacional

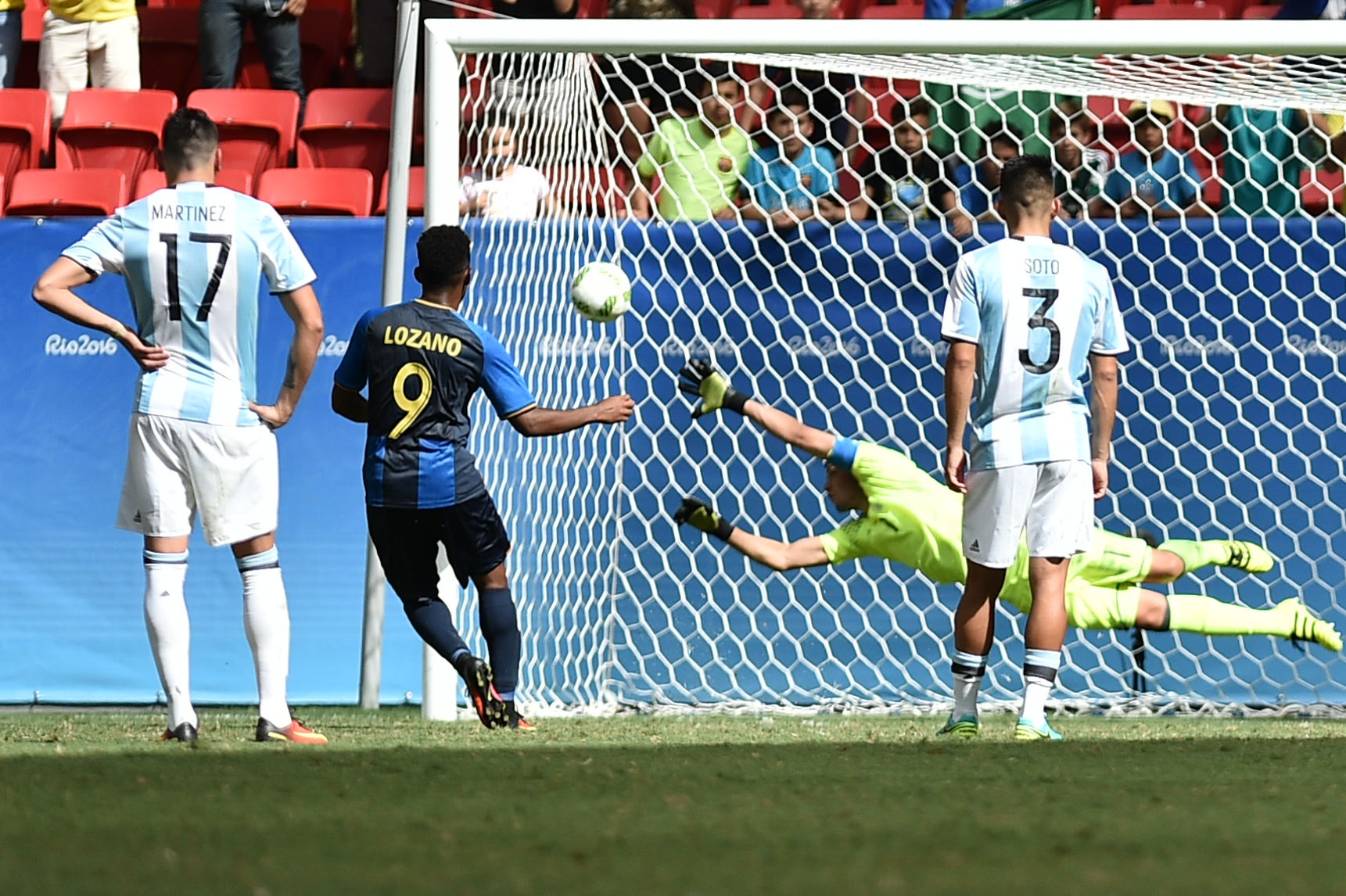
Gol de Anthony Lozano frente a Gerónimo Rulli en los Juegos Olímpicos de Río 2016.

Siendo internacional, disputó su primer partido con la selección absoluta en 2011 cuando fue convocado por Luis Fernando Suárez en el partido que Honduras ganó 2-0 contra Venezuela.
El 29 de agosto de 2014 se anunció que Lozano había sido convocado para disputar la Copa Centroamericana 2014 con Honduras.
El 25 de julio de 2016 se anunció su convocatoria a la Selección Olímpica de Honduras para disputar los Juegos Olímpicos de Río 2016.

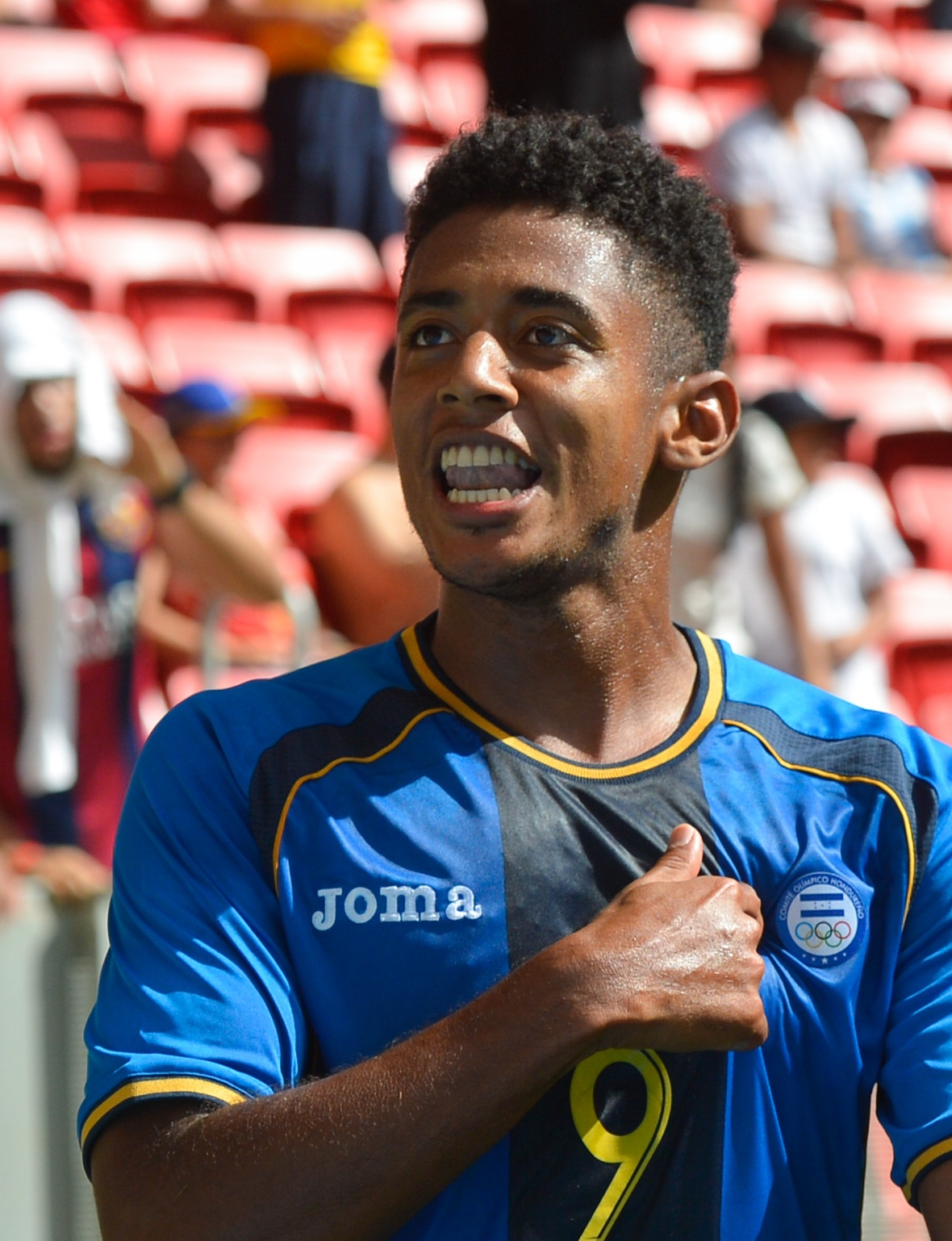
Lozano en el partido frente a Argentina durante los Juegos Olímpicos de Río 2016.

### Participaciones en Copa de Oro
| Copa de Oro      | Sede                    | Resultado      | Part. | Goles |
| ---------------- | ----------------------- | -------------- | ----- | ----- |
| Copa de Oro 2015 | Estados Unidos · Canadá | Fase de grupos | 3     | 0     |
| Copa de Oro 2019 | Estados Unidos Jamaica  | Fase de grupos | 3     | 1     |

### Participaciones en Juegos Olímpicos
| Juegos Olímpico              | Sede   | Resultado    | Part. | Goles |
| ---------------------------- | ------ | ------------ | ----- | ----- |
| Juegos Olímpicos de Río 2016 | Brasil | Cuarto lugar | 6     | 3     |

### Goles internacionales

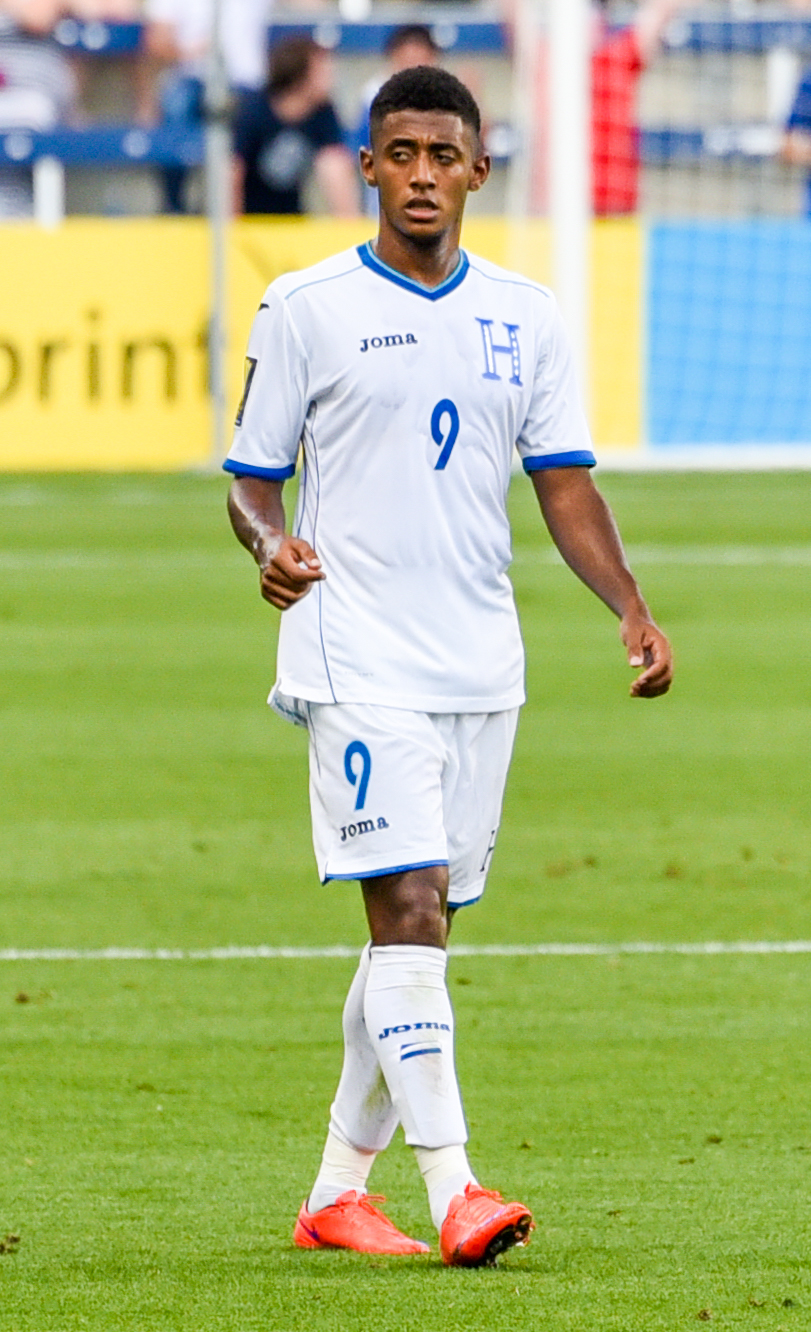
Lozano con la selección absoluta de Honduras

| #   | Fecha                    | Lugar                                                       | Rival            | Goles | Resultado | Competición                              |
| --- | ------------------------ | ----------------------------------------------------------- | ---------------- | ----- | --------- | ---------------------------------------- |
| 1.  | 13 de septiembre de 2014 | Coliseo Memorial, Los Ángeles, Estados Unidos               | Nicaragua        | 1-0   | 1—0       | Copa Centroamericana 2014                |
| 2.  | 4 de febrero de 2015     | Estadio Olímpico Metropolitano, San Pedro Sula, Honduras    | Venezuela        | 1-3   | 2—3       | Amistoso                                 |
| 3.  | 11 de febrero de 2015    | Estadio Agustín Tovar, Barinas, Venezuela                   | Venezuela        | 1-0   | 1—2       | Amistoso                                 |
| 4.  | 29 de marzo de 2015      | Estadio Olímpico Metropolitano, San Pedro Sula, Honduras    | Guayana Francesa | 3-0   | 3—0       | Clasificación para Copa Oro 2015         |
| 5.  | 31 de mayo de 2015       | Estadio Robert F. Kennedy, Washington D. C., Estados Unidos | El Salvador      | 2-0   | 2—0       | Amistoso                                 |
| 6.  | 25 de marzo de 2016      | Estadio Cuscatlán, San Salvador, El Salvador                | El Salvador      | 2-1   | 2—2       | Eliminatorias Concacaf Rusia 2018        |
| 7.  | 28 de marzo de 2017      | Estadio Francisco Morazán, San Pedro Sula, Honduras         | Costa Rica       | 1-0   | 1—1       | Eliminatorias Concacaf Rusia 2018        |
| 8.  | 16 de noviembre de 2018  | Estadio Nacional, Tegucigalpa, Honduras                     | Panamá           | 1-0   | 1—0       | Amistoso                                 |
| 9.  | 17 de junio de 2019      | Parque Independence, Kingston, Jamaica                      | Jamaica          | 1-2   | 2—3       | Copa Oro 2019                            |
| 10. | 12 de septiembre de 2023 | Estadio Chelato Uclés, Tegucigalpa, Honduras                | Granada          | 2-0   | 4—0       | Liga de Naciones 2023-24                 |
| 11. | 15 de octubre de 2023    | Estadio Chelato Uclés, Tegucigalpa, Honduras                | Cuba             | 2-0   | 4—0       | Liga de Naciones 2023-24                 |
| 12. | 17 de noviembre de 2023  | Estadio Chelato Uclés, Tegucigalpa, Honduras                | México           | 1-0   | 2—0       | Liga de Naciones 2023-24                 |
| 13. | 6 de junio de 2024       | Estadio Chelato Uclés, Tegucigalpa, Honduras                | Cuba             | 1-0   | 3—1       | Eliminatorias Concacaf Norteamérica 2026 |

## Estadísticas

### Clubes
- Actualizado hasta el último partido jugado el 20 de julio de 2024, Tigres UANL 3:0 Santos Laguna.

| Club | Div.                | Temporada           | Liga  | Liga  | Copas nacionales(1) | Copas nacionales(1) | Copas internacionales(2) | Copas internacionales(2) | Total | Total | Media goleadora(3) |
| Club | Div.                | Temporada           | Part. | Goles | Part.               | Goles               | Part.                    | Goles                    | Part. | Goles | Media goleadora(3) |
| --- | ------------------- | ------------------- | ----- | ----- | ------------------- | ------------------- | ------------------------ | ------------------------ | ----- | ----- | ------------------ |
| C. D. Olimpia Honduras | 1.ª                 | 2008-09             | 1     | 0     | -                   | -                   | -                        | -                        | 1     | 0     | 0                  |
| C. D. Olimpia Honduras | 1.ª                 | 2009-10             | 7     | 4     | -                   | -                   | -                        | -                        | 7     | 4     | 0.57               |
| C. D. Olimpia Honduras | 1.ª                 | 2010-11             | 11    | 1     | -                   | -                   | 3                        | 1                        | 14    | 2     | 0.15               |
| C. D. Olimpia Honduras | Total club          | Total club          | 19    | 5     | 0                   | 0                   | 3                        | 1                        | 22    | 6     | 0.21               |
| C. D. Alcoyano · España | 2.ª                 | 2011-12             | 23    | 2     | 1                   | 0                   | -                        | -                        | 24    | 2     | 0.1                |
| C. D. Alcoyano · España | Total club          | Total club          | 23    | 2     | 1                   | 0                   | 0                        | 0                        | 24    | 2     | 0.1                |
| Valencia C. F. Mestalla · España | 3.ª                 | 2012-13             | 31    | 1     | -                   | -                   | -                        | -                        | 31    | 1     | 0.03               |
| Valencia C. F. Mestalla · España | Total club          | Total club          | 31    | 1     | 0                   | 0                   | 0                        | 0                        | 31    | 1     | 0.03               |
| C. D. Olimpia Honduras | 1.ª                 | 2013-14             | 41    | 16    | -                   | -                   | 3                        | 1                        | 44    | 17    | 0.39               |
| C. D. Olimpia Honduras | 1.ª                 | 2014-15             | 38    | 26    | -                   | -                   | 6                        | 4                        | 44    | 30    | 0.68               |
| C. D. Olimpia Honduras | Total club          | Total club          | 79    | 42    | 0                   | 0                   | 9                        | 5                        | 88    | 47    | 0.54               |
| C. D. Tenerife · España | 2.ª                 | 2015-16             | 32    | 10    | 1                   | 0                   | -                        | -                        | 33    | 10    | 0.30               |
| C. D. Tenerife · España | 2.ª                 | 2016-17             | 34    | 10    | 1                   | 0                   | -                        | -                        | 35    | 10    | 0.29               |
| C. D. Tenerife · España | Total club          | Total club          | 66    | 20    | 2                   | 0                   | 0                        | 0                        | 68    | 20    | 0.30               |
| F. C. Barcelona "B" · España | 2.ª                 | 2017-18             | 20    | 4     | -                   | -                   | -                        | -                        | 20    | 4     | 0.2                |
| F. C. Barcelona "B" · España | Total club          | Total club          | 20    | 4     | 0                   | 0                   | 0                        | 0                        | 20    | 4     | 0.2                |
| Girona F. C. · España | 1.ª                 | 2017-18             | 14    | 1     | -                   | -                   | -                        | -                        | 14    | 1     | 0.1                |
| Girona F. C. · España | 1.ª                 | 2018-19             | 20    | 0     | 7                   | 2                   | -                        | -                        | 27    | 2     | 0.1                |
| Girona F. C. · España | 2.ª                 | 2019-20             | 1     | 0     | 0                   | 0                   | -                        | -                        | 1     | 0     | 0                  |
| Girona F. C. · España | Total club          | Total club          | 35    | 1     | 7                   | 2                   | 0                        | 0                        | 42    | 3     | 0.1                |
| Cádiz C. F. · España | 2.ª                 | 2019-20             | 32    | 10    | 1                   | 0                   | -                        | -                        | 33    | 10    | 0.30               |
| Cádiz C. F. · España | 1.ª                 | 2020-21             | 29    | 3     | 2                   | 0                   | -                        | -                        | 31    | 3     | 0.10               |
| Cádiz C. F. · España | 1.ª                 | 2021-22             | 31    | 7     | 0                   | 0                   | -                        | -                        | 31    | 7     | 0.20               |
| Cádiz C. F. · España | 1.ª                 | 2022-23             | 28    | 1     | 0                   | 0                   | -                        | -                        | 28    | 1     | 0.04               |
| Cádiz C. F. · España | Total club          | Total club          | 120   | 21    | 3                   | 0                   | 0                        | 0                        | 123   | 21    | 0.17               |
| Getafe C. F. · España | 1.ª                 | 2023-24             | 6     | 0     | 1                   | 1                   | -                        | -                        | 7     | 1     | 0.14               |
| Getafe C. F. · España | Total club          | Total club          | 6     | 0     | 1                   | 0                   | 0                        | 0                        | 7     | 1     | 0.14               |
| U. D. Almería · España | 1.ª                 | 2023-24             | 10    | 3     | -                   | -                   | -                        | -                        | 10    | 3     | 0.3                |
| U. D. Almería · España | Total club          | Total club          | 10    | 3     | 0                   | 0                   | 0                        | 0                        | 10    | 3     | 0.3                |
| C. Santos Laguna · México | 1.ª                 | 2024-25             | 15    | 4     | -                   | -                   | -                        | -                        | 15    | 4     | 0.27               |
| C. Santos Laguna · México | 1.ª                 | 2025-26             | 1     | 0     | -                   | -                   | -                        | -                        | 1     | 0     | 0                  |
| C. Santos Laguna · México | Total club          | Total club          | 16    | 4     | 0                   | 0                   | 0                        | 0                        | 16    | 4     | 0.26               |
| Total en su carrera | Total en su carrera | Total en su carrera | 407   | 96    | 14                  | 2                   | 12                       | 6                        | 433   | 104   | 0.24               |
| (1) Incluye datos de la Copa del Rey (2011-24). (2) Incluye datos de la Liga de Campeones de la Concacaf (2010-15). (3) No incluye goles en partidos amistosos. |                     |                     |       |       |                     |                     |                          |                          |       |       |                    |

### Resumen estadístico
| Competición           | Partidos | Goles | Promedio |
| --------------------- | -------- | ----- | -------- |
| Liga                  | 393      | 96    | 0,25     |
| Copas Nacionales      | 13       | 2     | 0,15     |
| Copas Internacionales | 12       | 6     | 0,50     |
| Selección de Honduras | 42       | 9     | 0,21     |
| Total                 | 460      | 113   | 0,25     |

### Hat-tricks
| 1 | 8 de noviembre de 2014 | Estadio Ceibeño, La Ceiba          | C. D. S. Vida - C. D. Olimpia  |  | 2 - 4 | Torneo Apertura 2014               |
| 2 | 26 de octubre de 2021  | Estadio de la Cerámica, Villarreal | Villarreal C. F. - Cádiz C. F. |  | 3 - 3 | Primera División de España 2021-22 |

## Palmarés

### Campeonatos nacionales
| Título           | Club          | País     | Año  |
| ---------------- | ------------- | -------- | ---- |
| Torneo Clausura  | C. D. Olimpia | Honduras | 2009 |
| Torneo Clausura  | C. D. Olimpia | Honduras | 2010 |
| Torneo Clausura  | C. D. Olimpia | Honduras | 2014 |
| Copa de Honduras | C. D. Olimpia | Honduras | 2015 |
| Torneo Clausura  | C. D. Olimpia | Honduras | 2015 |

### Distinciones individuales
| Distinción                                              | Año  |
| ------------------------------------------------------- | ---- |
| Campeón de Goleo del Clausura 2015 (19 goles)           | 2015 |
| Incluido en el XI ideal de la Liga Nacional de Honduras | 2015 |